# Документ (підприємство)
Державне підприємство «Документ» (ДП «Документ») — українське державне комерційне підприємство, що входить до сфери управління Державної міграційної служби України (ДМС), головний офіс — в місті Києві.

## Основні дані

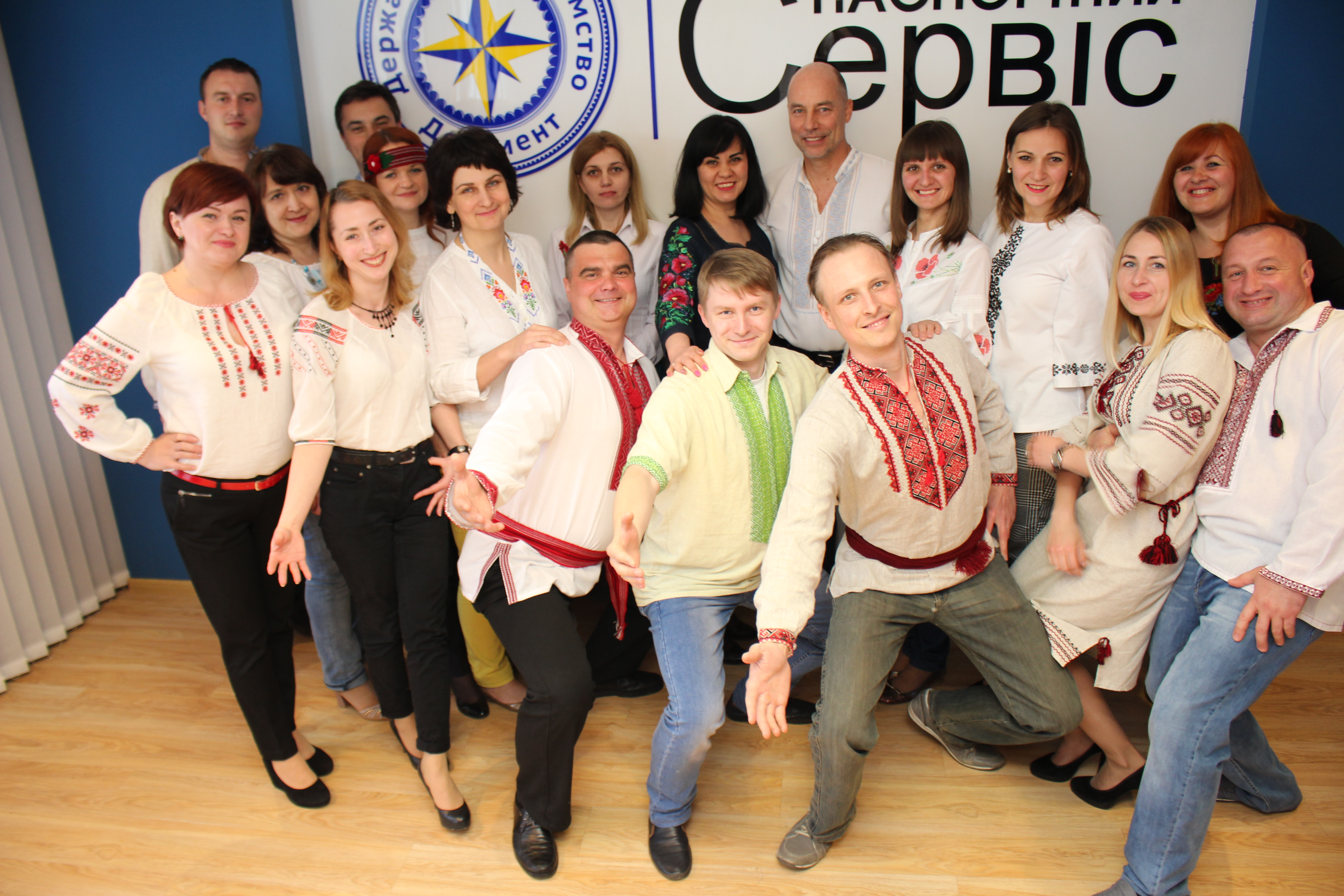
Працівники ДП «Документ» в День вишиванки, травень 2017

ДП «Документ» утворено 11 серпня 2003 року з підпорядкуванням Міністерству внутрішніх справ України, а згодом розпорядженням Кабінету Міністрів України від 15 червня 2011 року № 538-р передано до сфери управління створеної Державної міграційної служби України (ДМС).
До 2008 року підприємство мало назву ДП «Ресурси-документ». Структура ДП складається з головного офісу та регіональних підрозділів. Чисельність працівників становить понад 500 осіб.
Підприємство не фінансується з державного та місцевих бюджетів, функціонує на госпрозрахунковій основі. Відноситься до Офісу великих платників податків.
Володіє зареєстрованим знаком «Паспортний сервіс».

## Діяльність
Основні напрямки діяльності, які окреслені законодавчими актами:
- адміністрування Єдиного державного демографічного реєстру, у тому числі здійснення заходів з інформаційного, технічного і програмно-технологічного забезпечення функціонування цієї електронної інформаційно-телекомунікаційної системи;
- розробка програмних продуктів та модернізація (модифікація) спеціального програмного забезпечення Єдиної інформаційно-аналітичної системи управління міграційними процесами та реалізація заходів щодо нарощування потужностей Єдиної інформаційно-аналітичної системи управління міграційними процесами, збільшення кількості її програмно-технічних комплексів (робочих станцій);
- участь в проєкті (роботі) з переводу в електронний формат мега мільйонних одиниць інформації міграційної служби на паперових носіях, створення та упровадження нових електронних баз даних відомчої інформаційної системи ДМС;
- організація роботи у сфері міграції з обслуговування громадян України та іноземців;
- забезпечення використання сучасних технологій для задоволення потреб щодо отримання послуг за місцем звернення, впровадження нових сервісів із застосуванням мобільних програмно-технічних комплексів;
- моніторинг ситуації у паспортній сфері та надання громадськості актуальної інформації з цих питань на сайті, сторінках у соціальних мережах та інших засобів масової комунікації.
- підтримка та розширення власним коштом мережі центрів обслуговування громадян «Паспортний сервіс».

### Паспортний сервіс

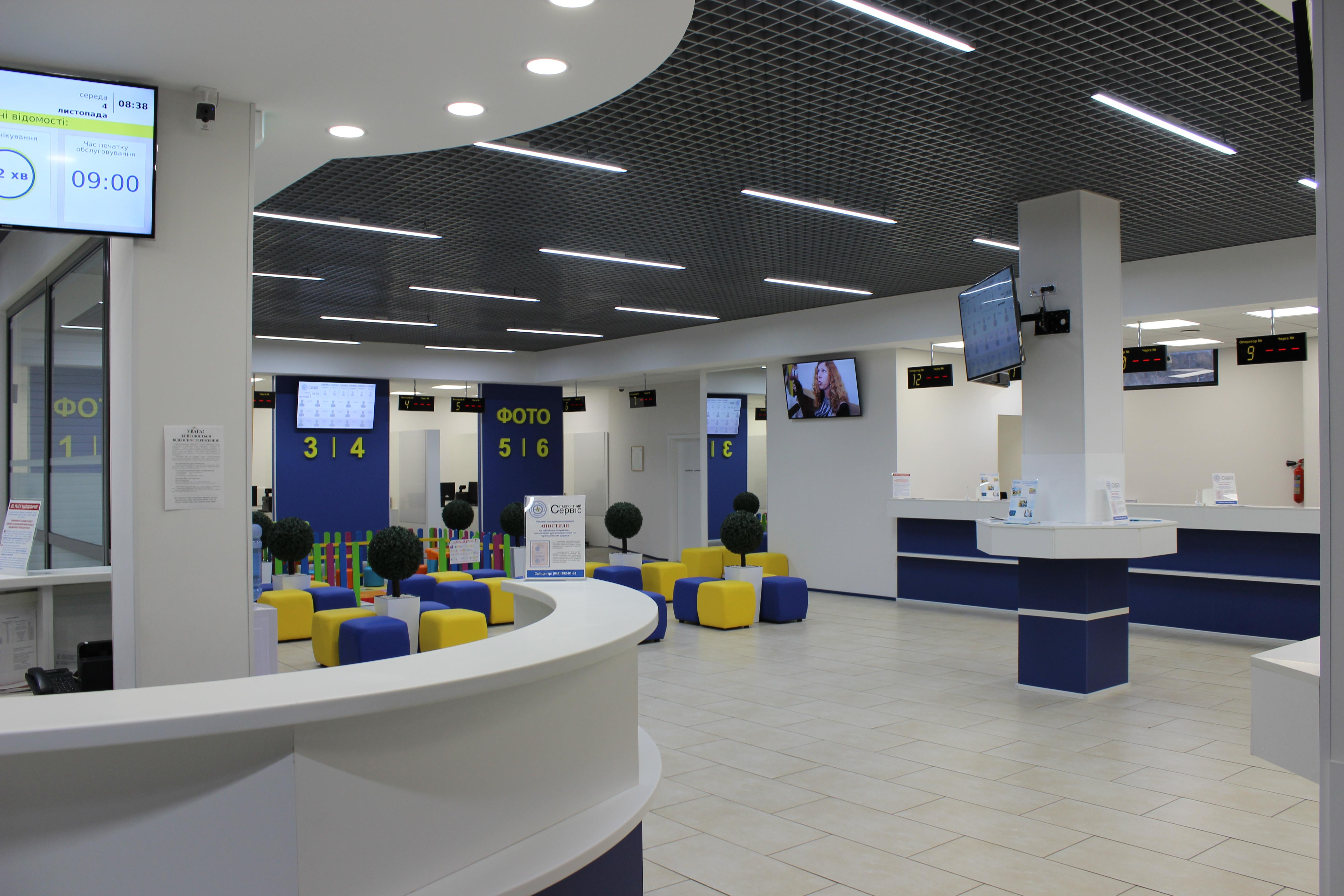
У центрі обслуговування громадян

Підприємство опікується центрами «Паспортними сервісами», обслуговування громадян, де кожен громадянин може оформити в комфортних умовах і за європейськими стандартами біометричний паспорт громадянина України для виїзду за кордон та паспорт громадянина України у вигляді ID-картки. Станом на 1 січня 2023 року функціонують 37 таких центрів.
Платні послуги підприємство надає клієнтам на добровільній основі. «Паспортний сервіс» є офіційно зареєстрованим знаком для товарів, робіт і послуг (торговою маркою) підприємства.

## Керівники
- Володимир Михайлович Корнійчук (до 29 березня 2004)
- Володимир Анатолійович Швачко (29.03.2004 — листопад 2010)
- Олександр Валерійович Шойхеденко — (листопад 2010 — квітень 2013)
- Ярослав Володимирович Янушевич (30.04.2013-4.09.2013)
- Андрій Володимирович Кишинський (4.09.2013 — березень 2014)
- Володимир Анатолійович Швачко (з 8 квітня 2014)

## Галерея

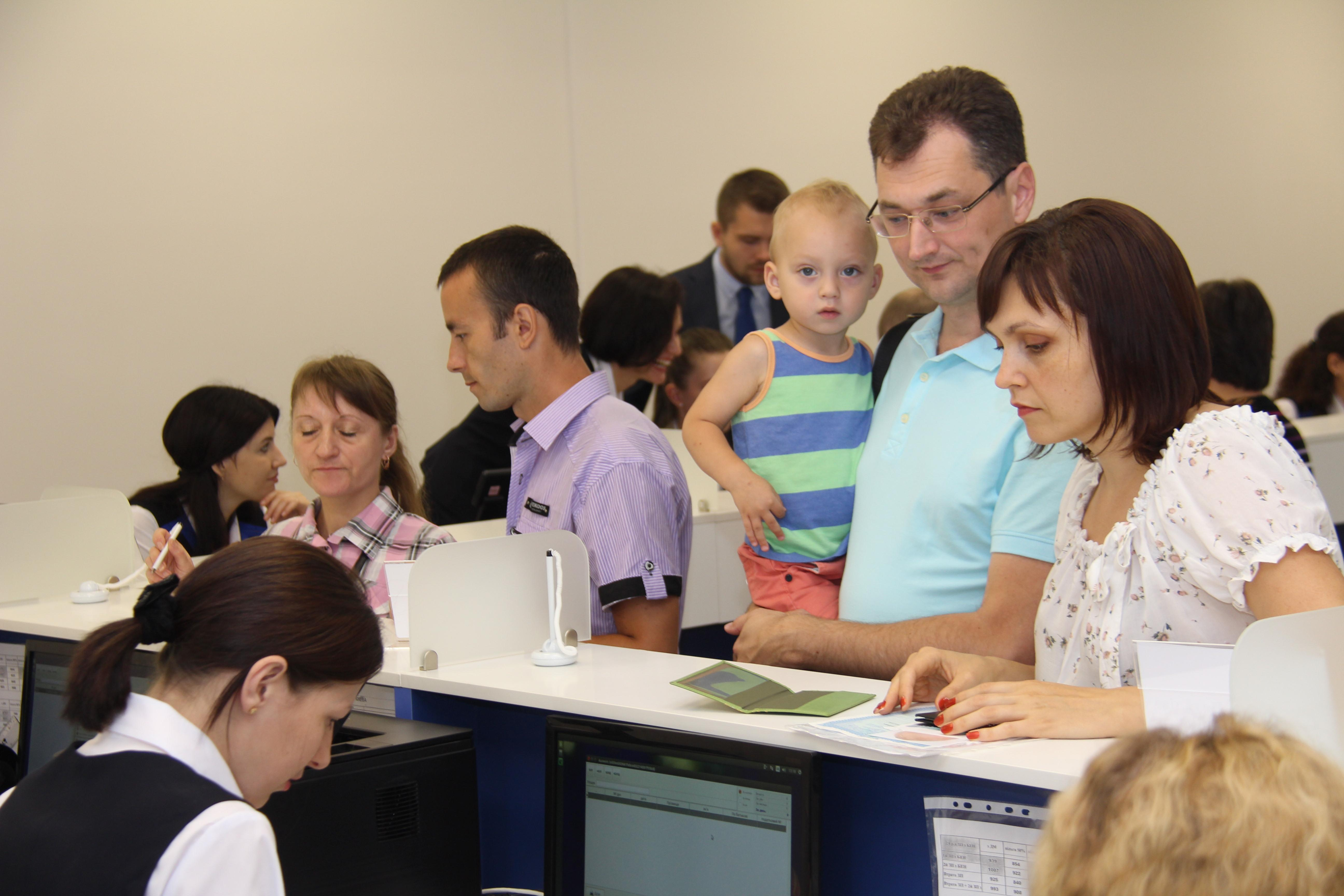
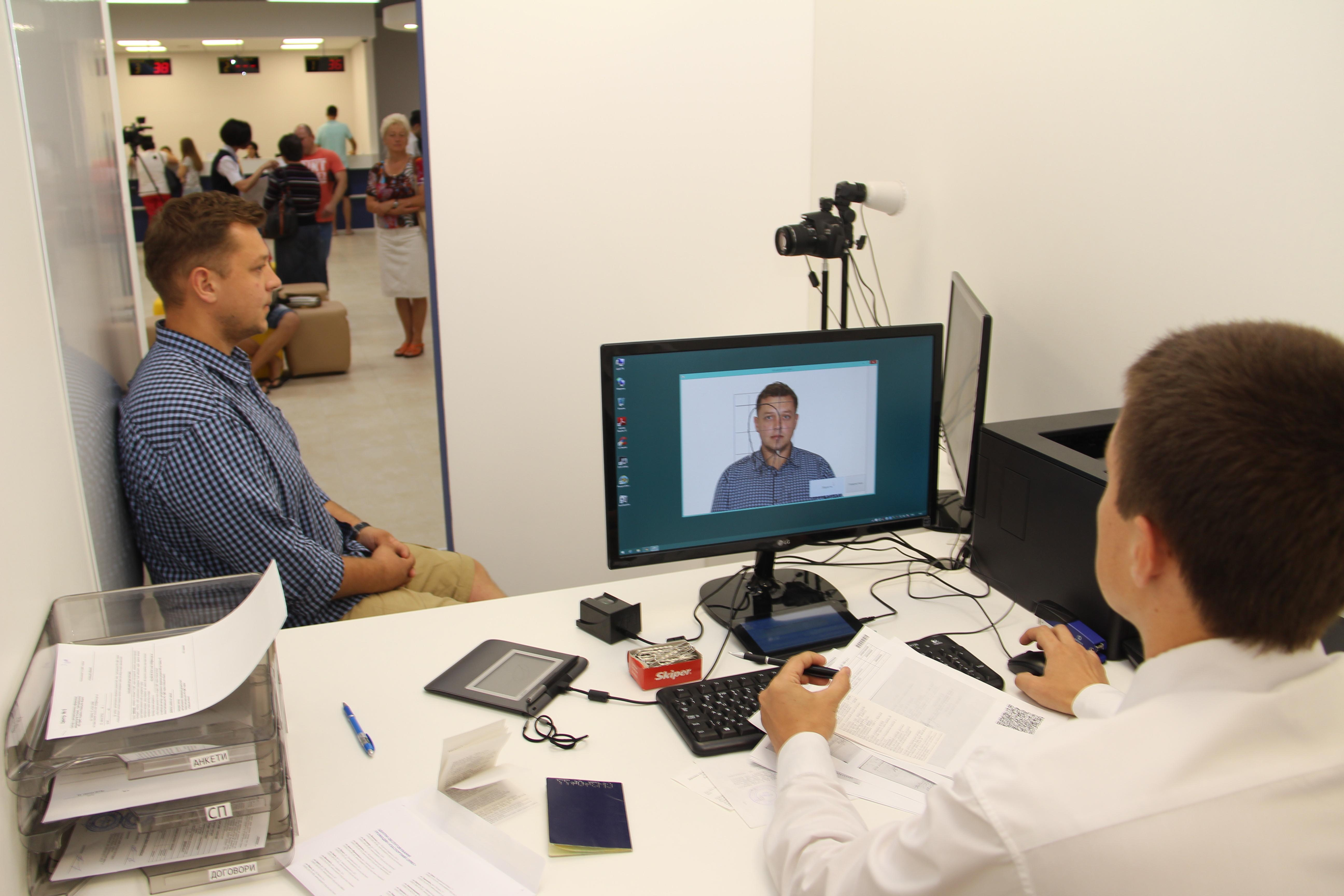
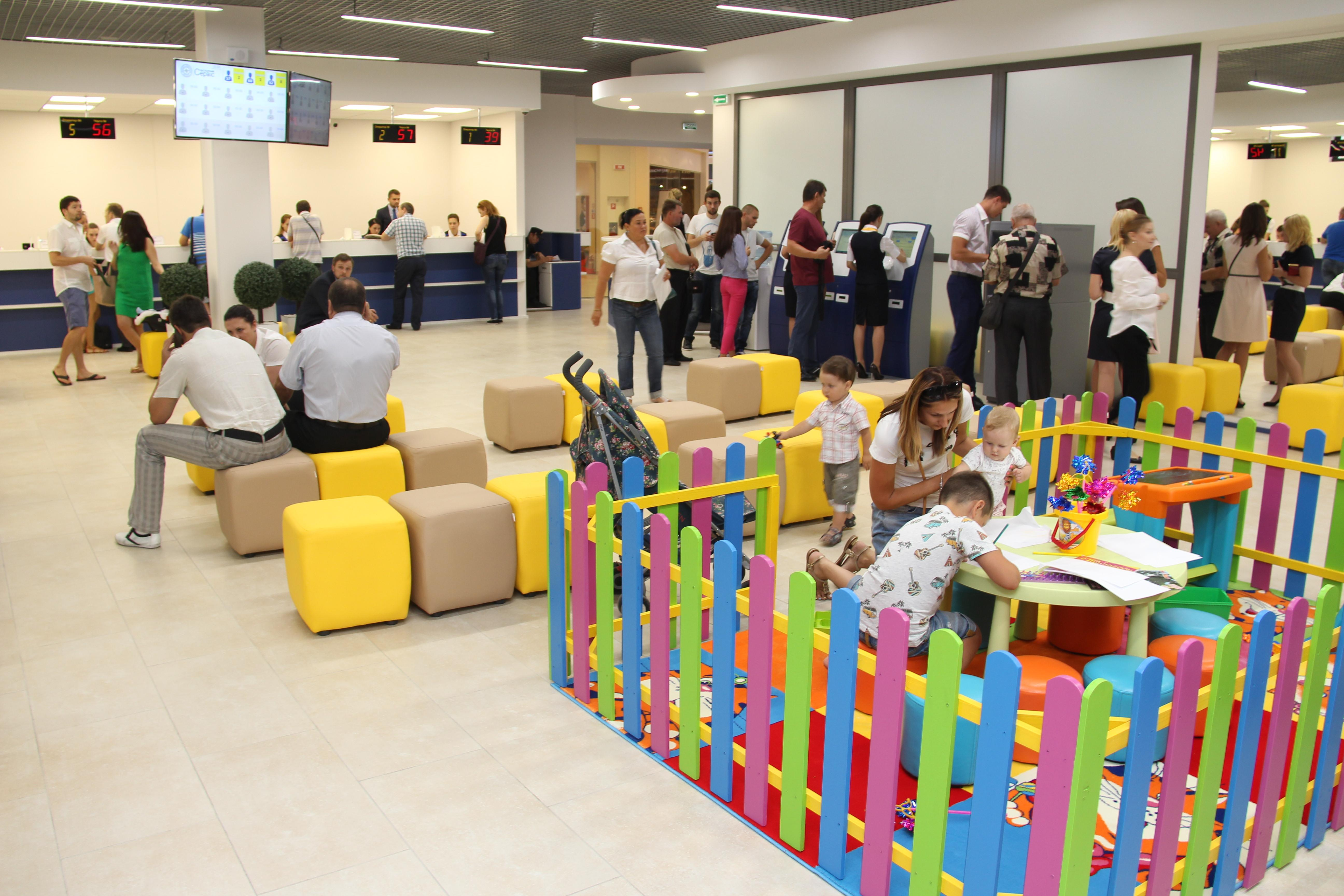

## Розслідування
У червні 2025 року СБУ викрила корупційну схему в підприємстві на понад 21 млн грн. За даними розслідування, впродовж 2022—2023 років фігуранти привласнили понад 21 млн грн, а до організації були причетними 8 колишніх та чинних посадовців компанії, з яких троє були представниками керівної ланки. Суть махінації полягала в нарахуванні подвійних зарплат співробітникам центрального офісу, які були відряджені до філії паспортного сервісу в одній із країн ЄС.